# Gambara
Gambara é uma comuna italiana da região da Lombardia, província de Bréscia, com cerca de 4.523 habitantes. Estende-se por uma área de 31 km², tendo uma densidade populacional de 146 hab/km². Faz fronteira com Asola (MN), Fiesse, Gottolengo, Isorella, Ostiano (CR), Pralboino, Remedello, Volongo (CR).

## Demografia
| Variação demográfica do município entre 1861 e 2011                               |
|                                                                                   |
| Fonte: Istituto Nazionale di Statistica (ISTAT) - Elaboração gráfica da Wikipedia |